# Gülitzer Kohlegruben
Gülitzer Kohlegruben este o arie protejată (arie specială de conservare — SAC, sit de importanță comunitară — SCI) din Germania întinsă pe o suprafață de 105,47 ha, integral pe uscat.

## Localizare
Centrul sitului Gülitzer Kohlegruben este situat la coordonatele 53°12′12″N 11°55′40″E / 53.2033°N 11.9278°E.

## Înființare
Situl Gülitzer Kohlegruben a fost declarat sit de importanță comunitară în septembrie 2000 pentru a proteja 11 specii de animale. Situl a fost protejat și ca arie specială de conservare în iunie 2006.

## Biodiversitate
Situată în ecoregiunea continentală, aria protejată conține 4 habitate naturale: Lacuri eutrofice naturale cu vegetație de tip Magnopotamion sau Hydrocharition, Păduri acidofile de stejar bătrân cu Quercus robur pe câmpii nisipoase, Mlaștini împădurite, Păduri aluvionare cu Alnus glutinosa și Fraxinus excelsior (Alno-Padion, Alnion incanae, Salicion albae).
La baza desemnării sitului se află mai multe specii protejate de  păsări (11): ciocârlie-de-câmp (Alauda arvensis), fâsă de pădure (Anthus trivialis), cânepar (Carduelis cannabina), cuc (Cuculus canorus), presură de grădină (Emberiza hortulana), sfrâncioc roșiatic (Lanius collurio), gaia roșie (Milvus milvus), grangur (Oriolus oriolus), codroșul de pădure (Phoenicurus phoenicurus), turturică (Streptopelia turtur), silvie de câmp (Sylvia communis).
Pe lângă speciile protejate, pe teritoriul sitului au mai fost identificate 1 specie de plante, 4 specii de amfibieni, 1 specie de reptile.